# 湯の川停留場
湯の川停留場（ゆのかわていりゅうじょう）は、北海道函館市湯川町2丁目にある函館市企業局交通部（函館市電）湯の川線の停留場。函館市最東端の停留場である。駅番号はDY01。
隣の湯の川温泉停留場との混同を避けるため、観光案内などでは湯の川（終点）と表記されることもある。

## 歴史
- 1913年（大正2年）6月29日 - 函館水電湯川停留場開業(北海道初の路面電車停留場の一つとして開業)。
  - 大正時代に作成された複数の絵葉書を見ると、木造の待合室が設けられていたことが確認できる[3][4]。
- 1945年（昭和20年）7月9日 - 鮫川（現：湯の川温泉） - 湯川間の単線軌道が撤去され、廃止。
- 1959年（昭和34年）9月2日 - 1945年7月に撤去された軌道が複線で再敷設され、湯の川停留場として再開業[5]。
- 1976年（昭和51年）10月 - 現在地へ移転。

## 構造
- ホームは2面1線である。
- 乗り場側のホームには上屋と電車接近表示機が設置されている。
- 車椅子対応のバリアフリー構造。
- 駅東側に横断歩道がある。
- 2006年2月にポイント設備の更新が実施され、駒場車庫前・五稜郭公園前・函館駅前で使用されている物と同様のドイツ製の物に交換された。

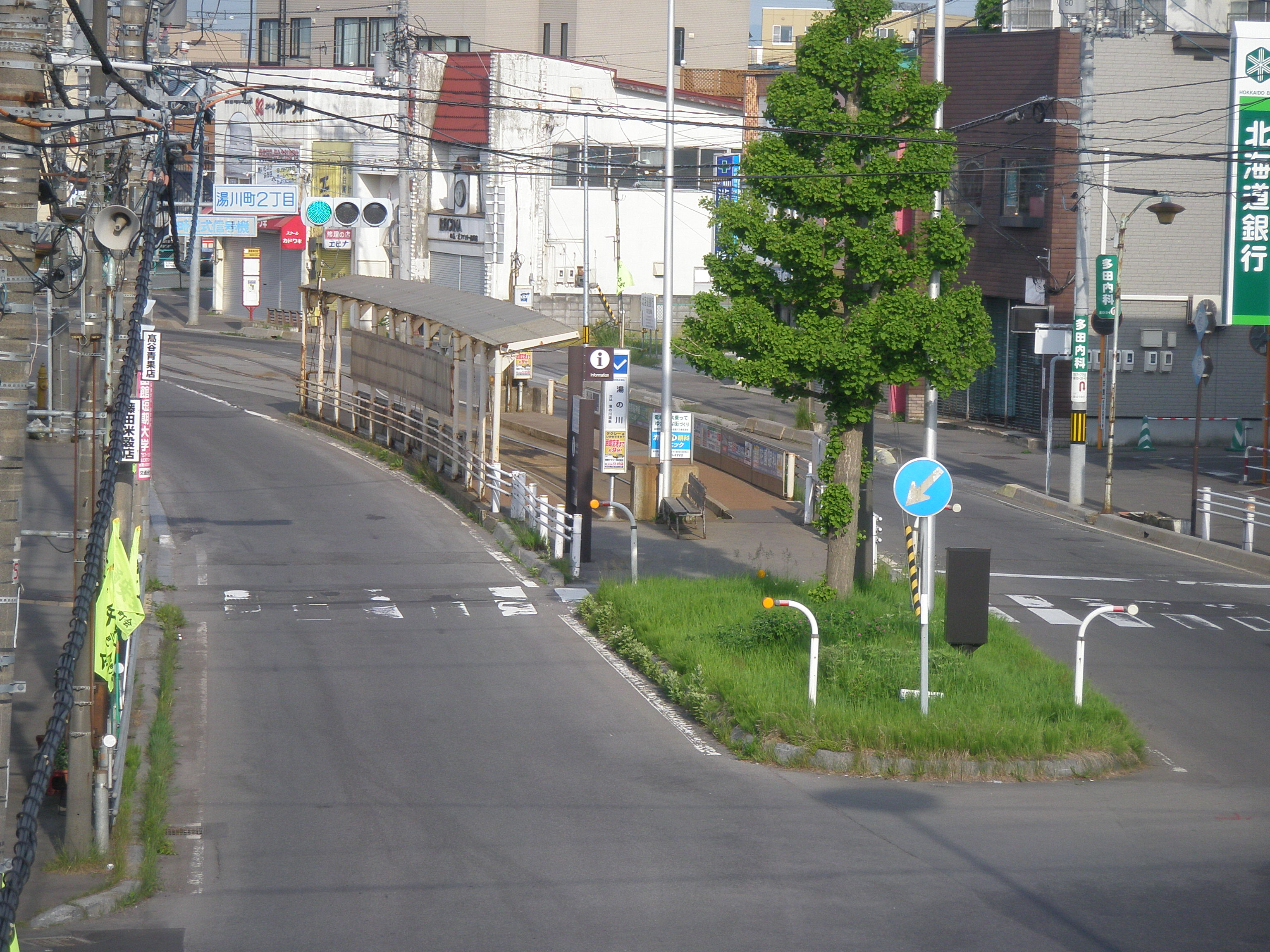
湯の川停留場・ホーム全景（2018年6月・北海道道83号函館南茅部線交差点付近の横断歩道橋（湯倉神社前）より撮影）
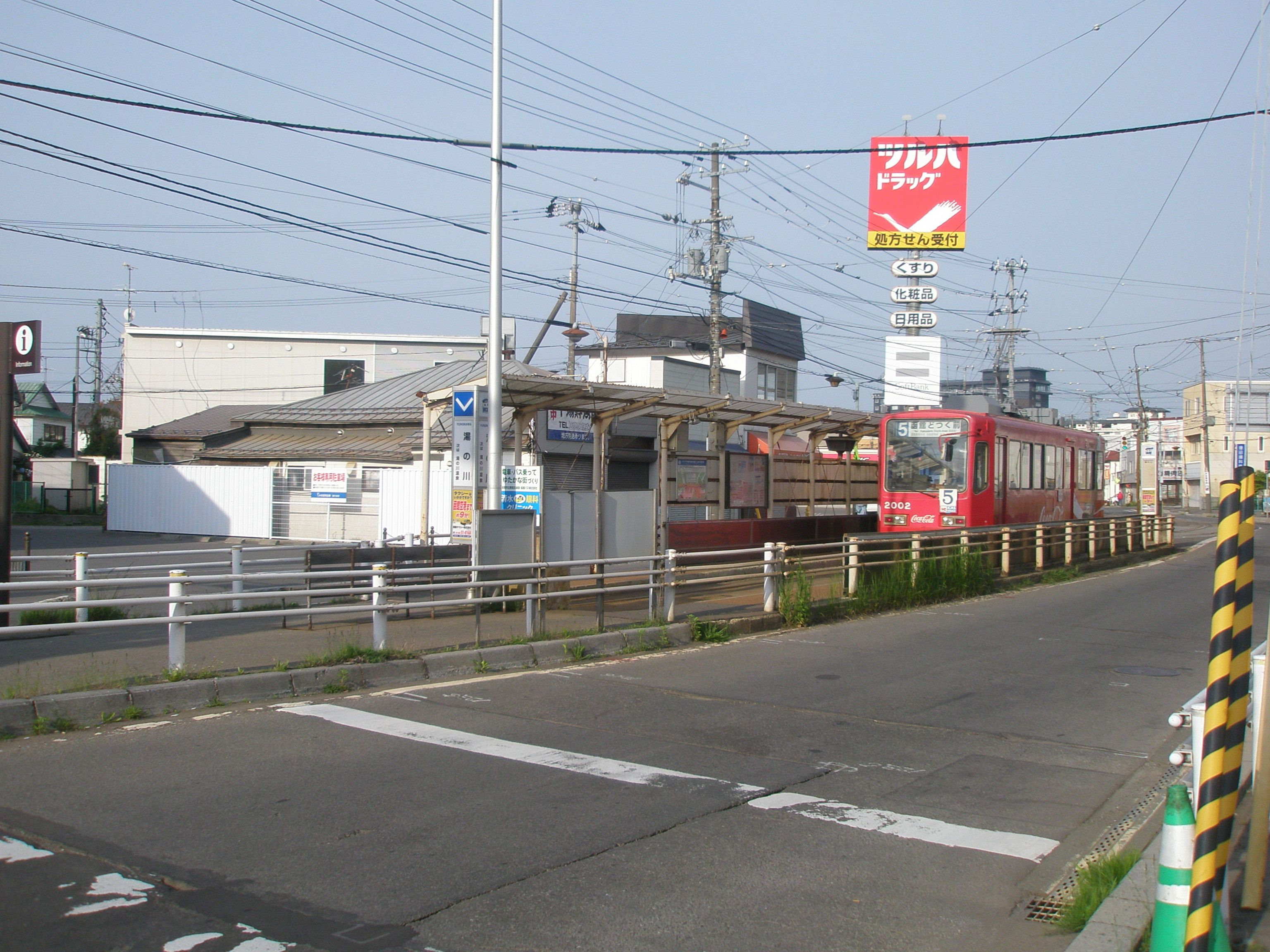
湯の川停留場・乗降車ホーム全景（2018年6月撮影）
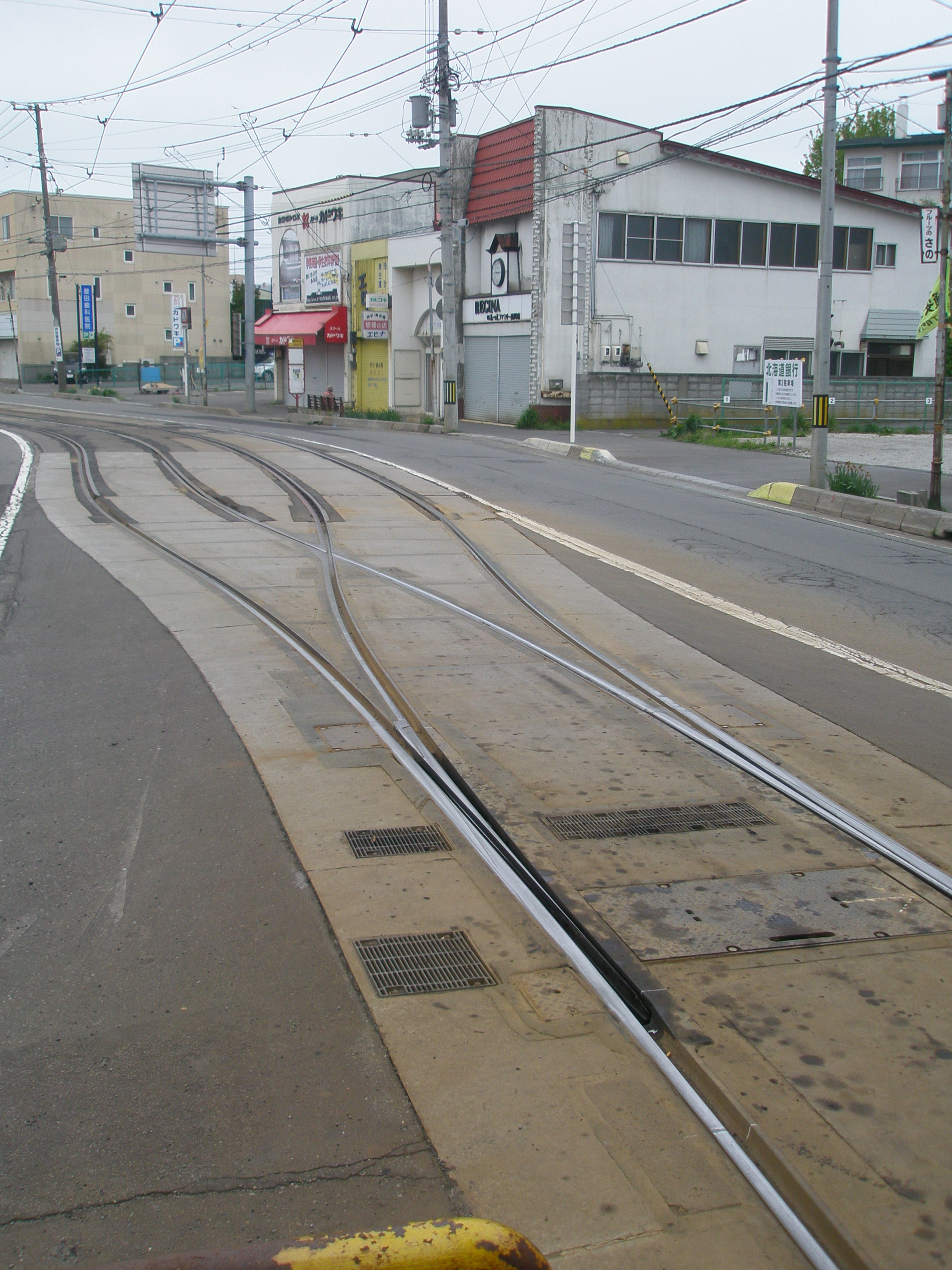
湯の川停留場のホームに至る部分のポイント部（2017年5月撮影）

## 周辺
- 北海道道83号函館南茅部線
- 北海道道100号函館上磯線（旧・北海道道191号上磯亀田湯川線）
- 函館市役所湯川支所
- 湯川温泉郵便局
- 道南うみ街信用金庫湯川支店
- 北洋銀行湯川支店
- 北海道銀行湯川支店
- 湯の川温泉
- 湯倉神社
- 南北海道保健センター
- 南北海道教育センター
- 函館市立湯川小学校
- 函館市立湯川中学校
- 函館ラ・サール中学校・高等学校
- 函館大学付属有斗高等学校
- 函館工業高等専門学校
- 函館大学
- 函館短期大学
- 北大学力増進会高専前会場
- イオン湯川店
- イマジン ホテル＆リゾート函館 - 市電・バス乗車券の委託販売店を兼ねている[6]
- 根崎公園
- 函館バス、北海道バス「湯倉神社前」停留所[7]
  - 函館バスは市電間の乗継指定停留所となっている[8]。

## その他
トミーテックのキャラクターコンテンツ、鉄道むすめの柏木ゆの（車掌）の「ゆの」は当停留場名より採られた。

## 隣の停留場
函館市企業局交通部
湯の川線
湯の川停留場 (DY01) - 湯の川温泉停留場 (DY02)